# Zgornja Orlica
Zgornja Orlica (nemško Arlberg) je naselje v Občini Ribnica na Pohorju. Ustanovljeno je bilo leta 1994 iz dela ozemlja naselja Orlica. Leta 2015 je imelo 89 prebivalcev.
V naselju je rojstna hiša škofa Maksimilijana Držečnika in njegovega brata, kirurga Janka Držečnika.